# 桑納托斯

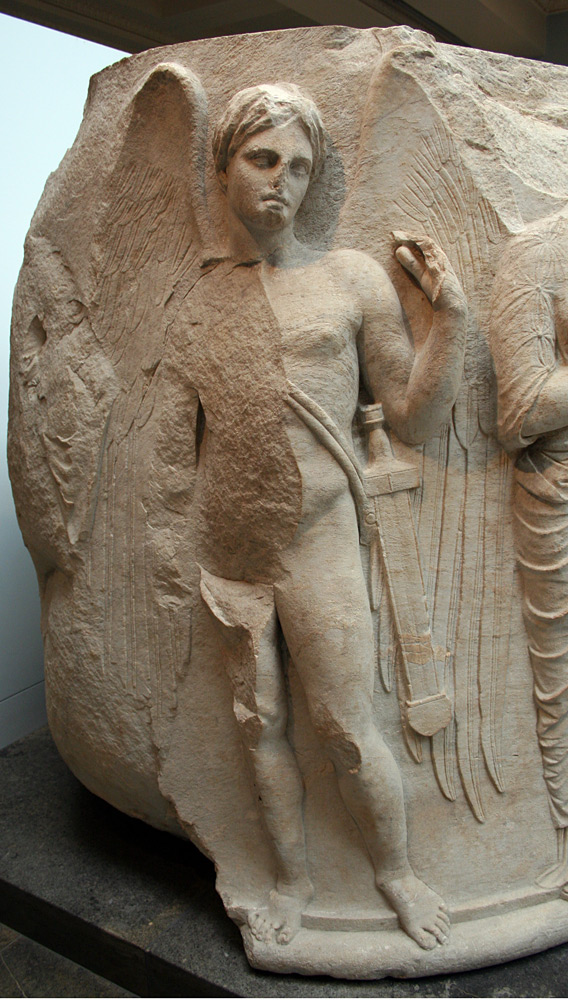
桑納托斯

桑納托斯或達拿都斯（ / ，“死亡”）是希臘神話中的死神，罗马神话中稱為，他是睡神許普諾斯的孿生兄弟，其母為黑夜女神妮克斯。另有一說是，他是邱比特（即羅馬神話中的厄洛斯）的分身。

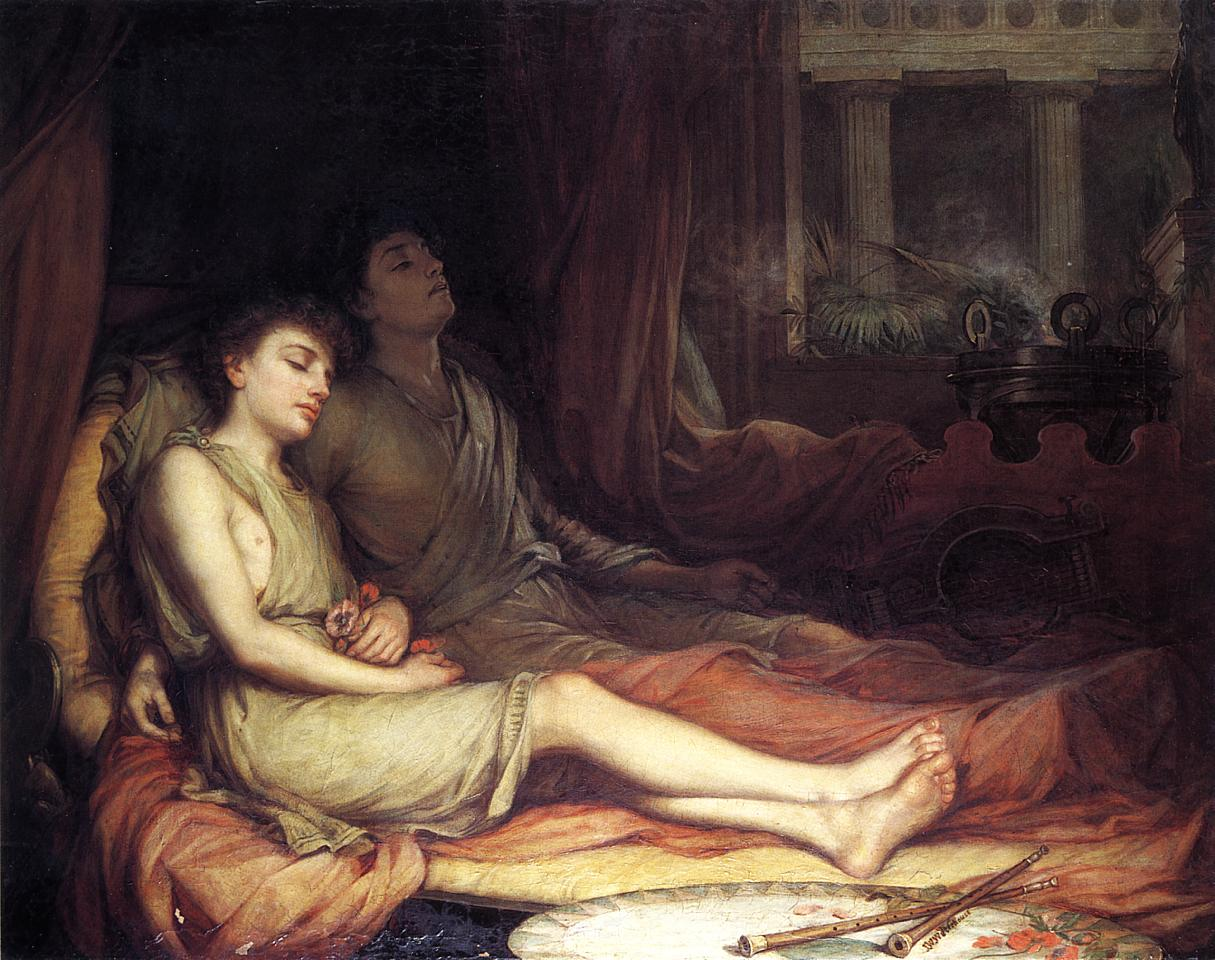
《睡神和死神》，约翰·威廉·沃特豪斯

桑納托斯是個美少年，住在冥界，司掌死亡的神。桑納托斯曾經被狡猾的薛西弗斯欺騙過，薛西弗斯是風神埃俄罗斯的兒子，他的機智令他囤積了大量財富，當他感到死神桑納托斯差不多來時，就蒙骗桑納托斯带上手铐，結果地上再也沒有人進入冥界，人們停止對冥王黑帝斯進行獻祭，宙斯命戰神阿瑞斯去薛西弗斯那裡釋放桑納托斯，桑納托斯立即攝走薛西弗斯的靈魂，薛西弗斯臨死前叫妻子不要對冥王作獻祭，冥王黑帝斯及冥后泊瑟芬等不到獻祭，薛西弗斯就希望冥王放自己回人間，叫妻子作獻祭後再回來，然而薛西弗斯並沒有依約回到冥界，這激怒了黑帝斯，黑帝斯再派桑納托斯去攝走薛西弗斯的靈魂，這次薛西弗斯無法再重返人間了。

## 外部連結
- Thanatos at Theoi.com （页面存档备份，存于）
- Thanatos at the Greek Mythology link （页面存档备份，存于）
- Mythography : The Greek God Thanatos in Myth and Art
- Stewart, Michael. "Thanatos" Greek Mythology: From the Iliad to the Fall of the Last Tyrant
- Thanatos on IMDb